# 福莱 (库内奥省)

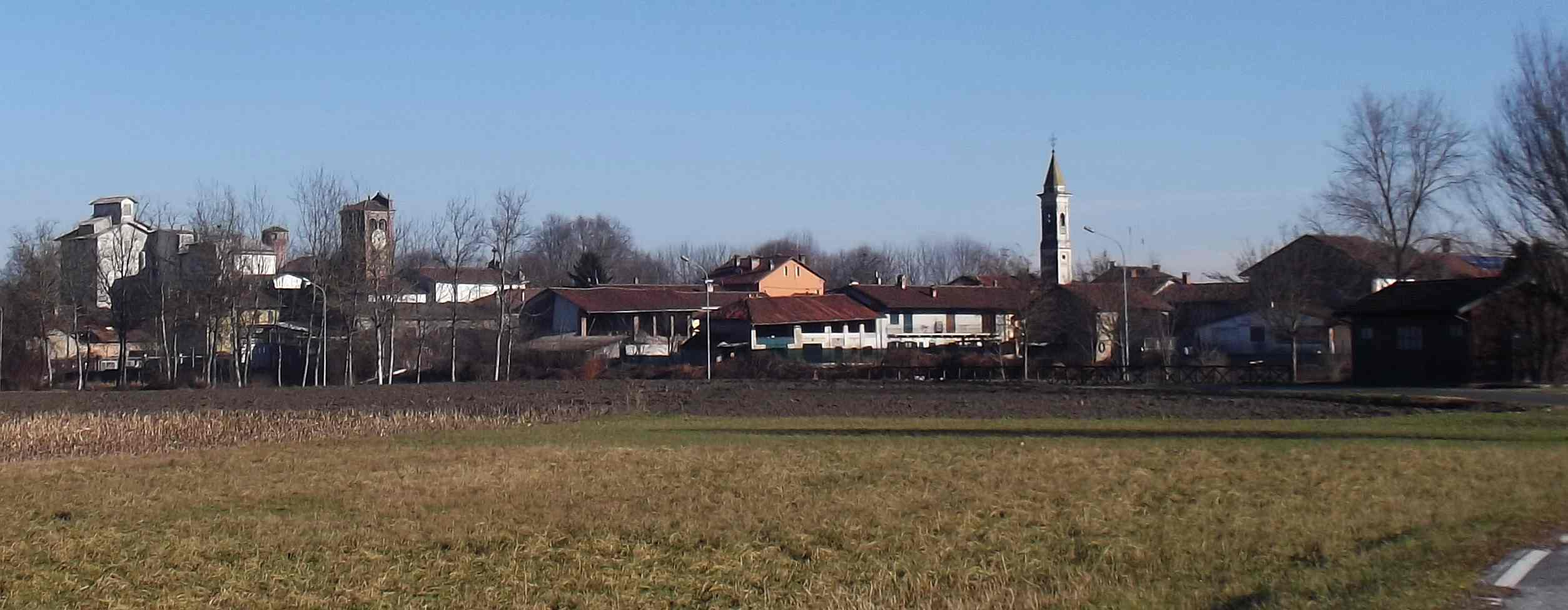
全景图

福莱（義大利語：Faule）是意大利皮埃蒙特大区庫內奧省的市镇。位于都灵西南30公里，库内奥北面45公里处，面积为6.86平方公里，人口数量为493人（2017年）。